# ジェロニモ (キン肉マン)
- キン肉マン > キン肉マンの登場人物 > ジェロニモ (キン肉マン)
- キン肉マンII世 > キン肉マンII世の登場人物 > ジェロニモ (キン肉マン)

ジェロニモは、ゆでたまごの漫画『キン肉マン』およびその続編『キン肉マンII世』に登場する架空の人物。

## 人物
初登場は、黄金のマスク編「友情の断髪式!!の巻」。扉絵では読者から募集された超人として、本編登場前の「地獄の封印の巻」に登場。インディアンのチェロキー族出身の人間の青年で、目が隠れるほどの長い髪が特徴。1人称は「オラ」、語尾に「ズラ」とつくことが多い。これはインディアンが使用する西部訛りの英語を意識していると解説されている。
他のアイドル超人を「先輩」や「さん」付けで呼び尊敬し、自分を「一番の未熟者」と称するなど謙虚な性格である。「一番下っ端の自分が犠牲になるのは当然」と崩れ去る五重のリングから他の正義超人を身を挺して救い、キン肉星王位争奪サバイバル・マッチでは、非力な自分より実力上位のネプチューンマンを残す方が有利と考え、ジ・オメガマンの技をあえて受け入れるなど、自己犠牲心も強い。
元は超人に憧れるだけの人間でありながら、超人に負けないほどの不屈の根性と精神力を持つ。黄金のマスク編では悪魔六騎士の首領格、サンシャインと渡り合い勝利をもぎ取った。後にスーパーマン・ロードの試練を乗り越え本当の超人となり、宇宙超人タッグ・トーナメントに出場する。
ゆでたまごの嶋田隆司は、読者から「僕も超人になりたい」というファンレターがたくさん来て、親近感を持ってもらえるようにジェロニモを登場させたと語る。また超人の中にひとり人間を入れ、頑張れば人間でも超人に勝てるという物語を描きたかったという。

## 『キン肉マン』でのジェロニモ

### 生い立ち
幼少時代、妹と共に孤児だったジェロニモは、シャイアン族長に引き取られ育てられる。そのため、族長を実の親のように慕っている。またこの頃、超人（スーパーマンロードの神）に命を助けられたことがあり、超人に強い憧れを抱く。そして青年になったジェロニモは、その超人に恩返しをすると言い残し、故郷の村を出ていった。

### 黄金のマスク編
黄金のマスク編で、スニゲーター戦で勝利しながら死亡したキン肉マンを生命維持装置の中から非難する超人たちに腹を立てて、自分の生命維持装置を壊して初登場。ウルフマンは、キン肉マンに自分の命を与えて死ぬ間際、ジェロニモに自分のマゲを貰ってほしいと頼んでいる。その後、ジェロニモはウォーズマンの体内に入りこんだ悪魔騎士を倒すため、真っ先にリサイクル・ゾーンへと飛び込んでいった。
ウォーズマンの体内において、悪魔騎士サンシャインと五重のリング4階で対決（本来はザ・ニンジャだったが、入れ替えによりサンシャインになった）。悪魔騎士の首領格であるサンシャインに対し、未熟者であるジェロニモは圧倒的に不利だと思われたが、不屈の根性で接戦に持ちこみ、サンシャインの日輪のパーツを奪い、アパッチのおたけびで勝利する。その直後に登場した悪魔将軍にも真っ先に攻撃をしかけるが、逆に地獄の断頭台を食らい瀕死の重傷を負う。先輩超人を助けるために崩れ落ちる五重のリングを不屈の根性で支えそのまま力尽きるが、ウォーズマンの涙に流され運良く体内から脱出し、自分が人間であることを明かし絶命する。死亡した後も霊体としてキン肉マンと悪魔将軍が戦うリングを委員長たちと共に支えた。キン肉マンが悪魔将軍に勝利した後、完璧のマスクの力で生命のみ復活を果たす。
悪魔将軍に挑み、スピン・ダブルアームをかけられている際、「ロビンマスクたちと一緒に驚いているジェロニモ」が描かれており、『肉萬 〜キン肉マン萬の書〜』でジェロニモの双子、ドッペルゲンガー、生霊説などと紹介された。ジャンプ・コミックス版では後の版で修正されているが、文庫版・コンビニコミックス版では修正されていない。『キン肉マン「超人」』では「スピン・ダブルアームのあまりの勢いに幽体離脱をして、至近距離から自分の戦いを見ることとなった」と解説された。
アニメでは正義超人が全滅の危機に瀕していたため、やけを起こし酒浸りの生活を送っている青年として登場。酒場で正義超人に変装し用心棒をしていたキン骨マンとイワオにより事情を聞かされ、正義超人たちと合流を果たしている。そのため、原作でジェロニモが務めていた髷を受け取る役割はウルフマン（アニメでのリキシマン）の親方に、ウルフマンパワーでキン肉マンを復活させる役割はナツコに変更された。
超人人気投票では8位にランク入りしたが、死亡していたためにコメントはなかった。

### 夢の超人タッグ編
夢の超人タッグ編開始時、廃人同様だったジェロニモだったが、人間の神とスーパーマンロードの神が課したスーパーマンロードの試練を乗り越えて、本物の超人として生まれ変わった。その後、テリーマンとタッグを組みニュー・マシンガンズとして、宇宙超人タッグ・トーナメントに参戦。1回戦ではぐれ悪魔超人コンビ（アシュラマン、サンシャイン）と対戦するが、超人レスラーとしての経験不足や自らの右腕負傷がきっかけになったチームワークの乱れを突かれた上、テリーマンを降伏させるための人質とされる。さらに、テリーマンが降伏したにもかかわらず、自身はアシュラマンの改良阿修羅バスターで瀕死の重傷を負う。生死の境をさ迷い、準決勝にて「死んだも同然」としてアシュラマンに一時的に右腕を奪われるまでに至るが、超人医師ドクター・ボンベの適切な治療を受けて回復している。原作では、この後ドクター・ボンベの助手として、決勝戦前に負傷したキン肉マンの手術を手伝っている。

### キン肉星王位争奪編
キン肉星王位争奪編ではハワイに遠征し、ジェシー・メイビアからハワイチャンピオンのタイトルを奪取。防衛戦が一段落し（アニメでの説明より）、キン肉マンチームを助けるために決勝の場である大阪城へ向かう途中、マンモスマンに闇討ちされ負傷したウォーズマンを発見し病院へと運び、そのまま代役としてキン肉マンチームに副将として参戦することになった。自分より遥かに強く、殺されるかもしれない強敵だと分かっている知性チームの中堅ジ・オメガマン相手に、恐怖心を持ちながらも戦う。
開始直後にオメガマンの必殺技Ωカタストロフ・ドロップを食らい敗北したかに見えたが、場外からネプチューンマンが放ったキン肉アタルの灰に救われる。その後、オメガマンの真の目的がネプチューンマンとキン肉マンチームの抹殺であると知り、そうはさせまいと応戦するがオメガマンには通じず、2度目のΩカタストロフ・ドロップをかけられてしまう。そこにネプチューンマンが変装した超人ザ・サムライが現れアタルの灰で救おうとするが、ネプチューンマンの正体を隠すためジェロニモはこれを拒否し、そのままΩカタストロフ・ドロップを食らい敗北した。その後、予言書デスマッチのルール説明のため、ページを燃やされキン肉マンを称える言葉を残して消滅してしまう。
その後、実体を持たない幽霊超人となり、キン肉アタル、ロビンマスク、ネプチューンマンとともに邪悪大神殿の番人を倒して、邪悪大神殿に封じ込められたキン肉マンの火事場のクソ力を解放させ、キン肉マンを勝利に導く。試合後にキン肉マンのフェイス・フラッシュにより、他の正義超人たちと共に蘇った。
ゆでたまごの嶋田はジェロニモをキン肉星王位争奪編に再登場させた際に、読者に単なるやられ役だと思われないように逞しく成長した姿を意識して描いたと述べている。

### 完璧超人始祖編
キン肉マンが第58代キン肉星大王に即位し、平和を取り戻した地球を見届けた後、キン肉星に帰還。正義超人・悪魔超人・完璧超人の間に三属性不可侵条約が締結される。その数日後、宇宙超人タッグ・トーナメントで撃退した完璧超人の本隊である真・完璧超人軍率いる完璧・無量大数軍が条約の撤回のために地球に襲来。テリーマンに代わり戦いを挑むも、連携攻撃を受けて負傷する。その後、現れた無量大数軍第二陣の闘いにも参戦しようとしたが、再び連携攻撃を受けて負傷し、ピークア・ブーと共に入院する。

### オメガ・ケンタウリの六鎗客編
キン肉星のマッスルガム宮殿での叙勲式では、退院してテリーマンたちと共に表彰式に出席していたが、大魔王サタンの張った結界によって閉じ込められる。しかし、関ヶ原の浮遊立方体リングでジャスティスマンが大魔王サタンを粉々に砕いて勝利したことで、結界は解除された。

### 新シリーズ
調和の神を始めとする超神たちが地上に襲来した後、ザ・マンの指示でテリーマンと組み、三体の超神たちがいるエジプト・ギザのスフィンクス像に到着する。そこに現れたプリズマンと超神バイコーンとの試合を見届けた後、瀕死の重傷を負いながらもバイコーンに勝利したプリズマンに、自身の心臓であるカピラリアの欠片とジェロニモの超人心臓を融合させられる。プリズマンが死亡した直後にカピラリアの欠片を託された事実に怖じ気づくが、テリーマンから人間時代のジェロニモに見た不屈の超人魂を忘れたのかと𠮟咤されたことで、超人になった日にスーパーマンロードの神から告げられた「いつの日か人間から超人になったお前にしか果たせぬ使命が降ってくる」という言葉を思い出し、奮起して超神との戦いに臨む。
調和の神が試練として出現させたバベルの塔へ入る資格を持つ8人（リアル・ディールズ）の一人に立候補した後、ザ・マンが現出させたバベルの塔への道の一つを辿って、キン肉マンたちと合流する。そして、バベルの塔の1階の神の掌リングでリアル・ディールズの先鋒を名乗り出てアシュラマンに反対されるも、サンシャインから敗北続きの汚名を払拭して来いと推挙され、超神ジ・エクスキューショナー（進化の神）と対戦する。当初は喉を切られて「アパッチのおたけび」が使えなくなり苦戦するが、切られた喉を強引に握って放った「アパッチのおたけび」で形勢を逆転させて、新必殺技「ニュー・マシンガンズ カウベルスタンピード」をくらわせて勝利する。試合途中からエクスキューショナーがかつて自分を人間から超人に進化させてくれたスーパーマンロードの神であったことに気付いており、エクスキューショナーから自身が超神軍に加わった一連の事情を聞いた後、エクスキューショナーと共にバベルの塔の最上階に転移していった。リアル・ディールズと8体の超神たちとの試合が全て終了した頃に最上階に転移してきたキン肉マンたちと再会した後、調和の神ザ・ワンから、地上と天界を崩壊させようとしている元凶が刻の神と時間超人にあると聞かされる。そして、地上と天界の崩壊を一時的にとはいえ食い止める108個のカピラリアの欠片を全て集めて、天界のアポロン・ウィンドウと同じ形の大穴に蓋をして刻の神と時間超人を駆逐するまでの時間を稼ぐというザ・ワンからの提案をキン肉マンたちも承諾し、自身の所持するカピラリアの欠片を差し出すが、ジェロニモだけは自身の超人心臓とカピラリアの欠片と融合したことで簡単に手放すことができず、ザ・ワンの話を聞いて覚悟を決めたジェロニモは、自身を欠片そのものにしてカピラリア砲を完成させる。カピラリア砲で天界の大穴を塞ぐことには成功したが、カピラリア砲の一部となってしまったジェロニモは一時的に仮死状態となり、カピラリア砲自体が耐え切れずに崩壊したらジェロニモの命も砕け散る状態になってしまう。
嶋田は王位争奪戦でのジ・オメガマンとの戦いにて、やられるにしてももっと見せ場を作りたかったが、上手く描けなかった反省があり、ようやく形に出来そうな機会が巡ってきたため参加させたという。
人気投票企画「キン肉マン超人総選挙2013」では20位にランク入り。

### アニメオリジナル
時系列上、夢の超人タッグ編とキン肉星王位争奪編の間となる。
ザ・サイコー超人の挑戦編、地獄の極悪超人編ではシャイアン族長の跡を継ぐ儀式に出ているため、登場しない。

### 主要対戦成績
- シングルマッチ
  - ○サンシャイン（アパッチのおたけび）
  - ○ジェシー・メイビア（体固め）
  - ×ジ・オメガマン（Ωカタストロフ・ドロップ）
  - ○ジ・エクスキューショナー（ニュー・マシンガンズ カウベルスタンピード）
- タッグマッチ
  - ×はぐれ悪魔超人コンビ（アシュラマン / サンシャイン、試合放棄）
- 団体戦
  - ○知性チーム（2勝1敗1引き分け）

## 『キン肉マンII世』でのジェロニモ
正義超人養成学校「ヘラクレス・ファクトリー」の教官の1人として登場。
ヘラクレス・ファクトリー二期生の卒業試験では、デッド・シグナルと闘うが敗れる。

### 究極の超人タッグ編
宇宙超人タッグ・トーナメント終了直後に、突如未来から現れた時間超人と新世代超人を他の伝説超人とともに敵視する。その際、新世代超人が医者を呼ぶために取り出した携帯電話を武器と誤認し、アパッチのおたけびで破壊した。
究極の超人タッグ・トーナメントではブロッケンJr.と共にザ・マシンガンズのセコンドに就くが、援護攻撃のために急遽開催されたリザーブマッチにブロッケンJr.とザ・テガタナーズを組んで出場。完治していない身体で世界五大厄（時間超人ライトニング、サンダー）と闘う。試合の中、サンダーの“伝説”破壊鐘により過去のトラウマに苦しむが、敗れ去った新世代超人のイリューヒンとバリアフリーマンの魂により助けられ激励され、新世代超人が未来からやって来た存在であることを確信。2人の協力によりサンダーの“伝説”破壊鐘を粉砕するが、パワーを使い果たし世界五大厄のツープラトンを喰らい力尽きる。闘いの中では、自らカットに向かうなどの前回の欠点を克服していた。
その後、病院に入院していたが最終話にて万太郎が投げたトロフィー球根の破片を口に含み、復活。その際、「腹部の巨大な傷が消えていく」と言われていた（実際には腹部の負傷はブロッケンJr.）。
第4回人気投票では14位にランク入り。

### 主要対戦成績
- シングルマッチ
  - ×デッド・シグナル
- タッグマッチ
  - ×世界五大厄（ライトニング / サンダー、死時計の刻印）

## 劇場版でのジェロニモ
第4作『逆襲!宇宙かくれ超人』では、他のアイドル超人と一緒にハイドラキングにさらわれたロビンマスク救出に立ち上がり、共にハイドラ星へ向かう。記者会見では「こればかりは譲れない」と意気込みを見せていた。道中、ハイドラキングの仕掛けた罠として子供を差し向けられるが、自分にとってファイトの沸くいたずら小僧であったため気力を回復する。ハイドラキングの部下の一人であるハイドラインディを撃破し、他のアイドル超人との合体技・超人サザンクロスでハイドラキングを撃破する。
第5作『晴れ姿!正義超人』ではテキサスでバッファローを追いかけていたところ、朱天童子の部下である朱天軍団が襲来し、これを撃破。キン肉マンを助けるために他のアイドル超人たちと共に江戸時代へタイムスリップする。テリーマンとニュー・マシンガンズを再結成し、ザ・ニンジャマンの軍団と戦う。
第6作『ニューヨーク危機一髪!』では復活した悪魔将軍に吸収されるが、キン肉マンが悪魔将軍に勝利したことにより救出される。
第7作『正義超人vs戦士超人』では戦士超人にミートを人質にとられ、他のアイドル超人と共に仲間に頼りきりのキン肉マンに活を入れるために、病気で行けないと芝居を打ち、キン肉マンの頼みを断る。その後、キン肉マンが窮地に陥った際に駆けつけ、リキシマンと共に部下たちと戦う。

## 番外編・読切作品でのジェロニモ
『マッスル・リターンズ』ではロビンマスクvsBUKIボーイの闘いを観戦していた。『キン肉マンII世』連載後のコンビニ・コミックス『キン肉マン ダメ超人VS怪獣激闘編』や単行本37巻に収録された版では、設定の齟齬を一部解消するため、成長したミートが全てジェロニモに描き直されている。

## 得意技

### シングル技
アパッチのおたけび
チェロキー族に伝わる秘技で「ウララーーー!!」と大音量で叫ぶことで周囲の物質を振動させ、強力な衝撃波を生み出し、相手を攻撃する。その声の大きさは1000ホーン、台風並の風力があり、山を丸ごと一つ砕くほどの威力があるとも言われている。ストロング・ザ・武道に扮したザ・マンも、まともに浴びてはたまったものではないと評し、技の発動前に潰している。
元々はインディアンが白人の騎兵隊に対抗するために開発した技。ジェロニモは「インディアンの血を持つ自分にしかできない技」と解説している。
アニメ『キン肉マン キン肉星王位争奪編』では、名称が野生のおたけびに変更された。
トマホークチョップ
大きく振りかぶって放つ強力なチョップ。フィニッシュは両手を合わせて放つ。
トマホーク・トルネード
トマホークチョップを大回転させ、旋風を巻き起こして攻撃。
ウッド・カッター・ハンド
ジ・オメガマン戦で使用。大木を切り倒す威力を持った右手でのフライングチョップ。
トマホークボンバー
ジ・エクスキューショナー戦で使用。ダブルハンマーのように両手を合わせて放つ一撃。
カピラリアチョップ
プリズマンから受け継いだカピラリアの力を纏った手刀の連打。名前はスマートフォンゲーム『キン肉マン マッスルショット』より。
双手蹂躙スープレックス（もろてじゅうりんスープレックス）
相手の後ろに回り込み、両腕をチキンウィングで締め上げて投げるスープレックス。
ニュー・マシンガンズ カウベルスタンピード
空中で相手をテキサス・クローバーホールドの体勢にとらえ、そのまま落下し地面に激突させる。
アパッチの断末魔
アパッチのおたけびの強化版。イリューヒンのボイスレコーダーと連動することにより、時間超人の「“伝説”破壊鐘」を粉砕する。断末魔とは死に際の叫びのことで、その名の通りジェロニモはこの技の使用後にパワーを使い果たしてダウンする結果となった。
『週刊プレイボーイ』掲載時には「エアーズロックを穿つがごとく」という台詞から使用していたが、単行本では「モニュメントバレーを穿つがごとく」に変更された。

### タッグ技
ジャパニーズ・レッグロール・ホールド
テリーマンが仕掛けたジャパニーズ・レッグロール・ホールドの上にジェロニモが飛び乗る。これにより、さらに技の威力が増す。復刻版では技名が「ジャパニーズ・レッグロール・クラッチホールド」に修正されている。
アームブリーカー
ツープラトンで使用するアームブリーカー。テリーマンと共にアシュラマンの腕を一本ずつへし折った。
ジェロニモのテーマソング「魂のおたけび」でもニューマシンガンズのツープラトンとして紹介されており、「どんな奴の腕もへし折る」と豪語している。
竜巻地獄返し
アシュラマンの竜巻地獄に対抗するため、テリーマンを肩車して放った同様の技。4本腕で放ったアシュラマンの竜巻地獄の威力を上回っており、はぐれ悪魔超人コンビの二人を吹き飛ばした。
友情の涙雨
テガタナーズのツープラトン。ジェロニモのトマホークチョップにブロッケンJr.が自分の手を添えることにより、強化されたツープラトンのベルリンの赤い雨。

## プロフィール
- 本名 - ジェロニモ・ヤングマクダニエル
- 分類 - 人間→正義超人
- 出身地 -  アメリカ・オクラホマ州[21]
- 身長体重 - 180cm 80kg[21]
- 血液型 - O型[22]
- スリーサイズ - B123 W75 H90[22]
- 超人強度 - なし（人間だったため）→83万パワー[3][8][23]
- 誕生日 - 6月17日[24][25]
- 年齢 - 17歳[26]
- 家族 - 義父 シャイアン、妹[注 2]（その他にもジェロニモ一家は20人近い大家族で子供も大勢いる[27]）
- 好物 - いなり寿司[28]、イタズラ小僧[29]

### 異名
- 若きアパッチの勇者[30]
- リアル超人レスラー[31]
- 善戦超人[32]
- 燃える咆哮[33]
- ワイルドファイター[34]
- 野生の王者[35]
- 神に愛された奇跡の男[36]
- 逆転のおたけび[37]
- 超人チェーン・ソー[37]
- 闇を打ち消す一閃の雄叫び[37]
- 粉骨砕身する鮮緑の勇士[37]

### 主な肩書き
- キン肉マンチーム・副将（決勝）
- ヘラクレス・ファクトリー教官

### 個人タイトル歴
- ハワイ超人ヘビー級（5代目）[38]

## 声優
塩沢兼人
- テレビアニメ『キン肉マン』

林延年
- テレビアニメ『キン肉マン キン肉星王位争奪編』

大場真人
- テレビアニメ『キン肉マンII世』
- 各種コンピュータゲーム

山崎たくみ
- パチスロキン肉マン

小野賢章
- テレビアニメ『キン肉マン 完璧超人始祖編』

## テーマソング
魂のおたけび
歌 - 大倉正丈 / セリフ - 塩沢兼人（ジェロニモ） / 作詞 - 山崎晴哉 / 作曲 - 風戸慎介 / 編曲 - 石田かつのり

## コンピュータゲーム
『キン肉マン ジェネレーションズ』など『キン肉マンII世』以後のゲームでは、タッグチームを組むキャラクターによっては特定のチーム名が付けられるが、ジェロニモは下の一つのみ。
- ニューマシンガンズ - テリーマン

『キン肉マンII世 超人聖戦史』では主人公が正義ルートを進んでいれば、黄金のマスク編にて使用可能。ストーリー終了後、属性ゲージが一定以上なら仲間にできる。また、主人公が北アメリカ出身であれば弟子入りし「アパッチのおたけび」を習得できる。